# King Street Station
King Street Station er en jernbanestation i Seattle, delstaten Washington i USA.  Den ligger mellem gaderne South King og South Jackson og Second og Fourth Avenue South i kvarteret Pioneer Square i Seattle, lige syd for centrum.
Byggeriet af stationen fandt sted mellem 1904 og 1906, og fra indvielsen den 10. maj 1906 benyttede jernbaneselskaberne Great Northern Railway og Northern Pacific Railway stationen, indtil oprettelsen af Amtrak i 1971.  Stationen blev tegnet af St. Paul-arkitekterne Charles A. Reed og Allen H. Stem, der senere var med til at tegne New York Central Railroads jernbanestation Grand Central Terminal i New York City.  King Street Station var Seattles primære jernbaneterminal indtil opførelsen af den tilstødende Oregon & Washington Depot (omdøbt til Union Station i 1911).  I 1973 blev King Street Station anerkendt som både et nationalt og delstatsligt kulturhistorisk mindesmærke, da det blev føjet National Register of Historic Places og Washington Heritage Register.
Siden begyndelsen af 1990'erne har stationen været under renovering i forskellig grad, for at tilbageføre ombygninger foretaget i midten af 1900-tallet, herunder genetablering af den elegante ventesal.  King Street Station blev købt af byen Seattle i 2008 for 10 millioner dollar, og restaureringen forventes afsluttet i 2012, efter at der nu er tilstrækkeligt med midler til det.
Stationen betjenes af togene Amtrak Cascades, Empire Builder og Coast Starlight, samt af Sound Transits Sounder-regionaltog.  I de første ni måneder af 2006, steg næsten 1,2 millioner passagerer på Sounder-tog ved King Street Station.